# Eyregrässmyg
Eyregrässmyg (Amytornis goyderi) är en fågel i familjen blåsmygar inom ordningen tättingar.

## Utbredning och systematik
Fågeln förekommer i sanddynsfält i Simpsonöknen och Strzeleckiöknen (centrala Australien). Den behandlas som monotypisk, det vill säga att den inte delas in i några underarter.

## Status
Arten har ett begränsat utbredningsområde, men beståndet anses vara stabilt. IUCN kategoriserar arten som livskraftig.